# Мост Белелюбского (Боровичи)
Мост Белелю́бского («Первый в России арочный мост») — пешеходный арочный мост через реку Мста в Боровичах, соединяющий Торговую и Спасскую стороны города в створе улицы Кропоткина и проезда Гагарина. Первый в России мост с арочными фермами с ездой понизу. Памятник архитектуры, объект культурного наследия России федерального значения, один из символов города.

## Описание
Построен в 1901—1905 годах по проекту профессора Петербургского института путей сообщения Николая Белелюбского при участии инженера Андрея Пшеницкого. Для его конструкции впервые в России была использована трёхшарнирная сквозная арка без затяжки.
Оригинальность конструкции моста состоит в использовании принципа напряженного лука. Арка, опираясь концами о берега, держит на себе всю тяжесть моста с передвигающимися по нему грузами. Чтобы во время большой нагрузки арка не переломилась, в её центре сделано подвижное шарнирное устройство. Длина пролёта моста 50 сажен (107 м)
Отверстие моста перекрыто одним арочным (трехшарнирная арка) металлическим сквозным пролетным строением с ездой посередине. Пролетное строение, состоящее из двух арок, объединённых по длине верхними (в плоскости верхних поясов арок) и нижними ветровыми связями крестовой решети и балочной клеткой проезжей части, а также поперечными связями в плоскости стоек. Расстояние между арками в осях 7,38 м. Стрела подъёма арки 19 м. Каждая арка состоит из двух клепаных поясов П-Н-образного сечения. Оба пояса арок соединены между собой стойками и раскосами и представляют собой ферму. Все соединения пролетного строения выполнены на заклепках. Оба пояса сходятся в середине пролёта в шарнире, образуя по статической схеме работы трехшарнирную арку. Нижний пояс арок опирается на опоры через опорные части балансирного типа.
Устои моста массивные, бутобетонные: правобережный устой на кессонном основании, а левобережный устой опирается на деревянные сваи диаметром 28-30 см и длиной 6,5 м. Откосы конусов устоев укреплены двойным каменным мощением на слое каменного хряща.
Освещение моста в настоящее время обеспечивается светильниками, установленными на портальных рамах по обе стороны моста и на нижнем поясе снаружи на выносных кронштейнах. Состояние моста удовлетворительное, за исключением утративших покрасочный слой мест, подвергшихся коррозии металла.
Двухшарнирная сквозная арка с раскосной решёткой впоследствии применена инженером Е. О. Патоном при строительстве Мухранского моста через Куру в Тбилиси в 1908 году, а также подобная конструкция использована при строительстве моста Харбор-Бридж в Австралии в 1932 году.

## История
В конце XIX века город Боровичи разрастался (в числе прочего планировалось строительство зданий женской прогимназии и реального училища), в связи с чем вопрос строительства городского моста оставался в повестке заседаний городской Думы. Склонялись к самому дешёвому проекту. В 1882 году инженер-технолог А. Н. Девятов предложил построить мост с использованием старых деревянных ферм Веребьинского или Мстинского мостов Николаевской железной дороги. Проект был рассмотрен в Петербургском обществе архитекторов инженер-архитектором Ф. И. Шустером, который заключил о нецелесообразности использования ветхих деревянных ферм этих мостов и предложил использовать конструкции упраздняемого моста через Оку у Серпухова Московско-Рязанской железной дороги.
В 1893 году Городская управа Боровичей обратились к профессору Николаю Белелюбскому с просьбой разработать проект моста через Мсту и предоставить смету. По его поручению инженер Иван Славиковский исследовал берега Мсты и дно реки, определил уровни подъёма воды и с тем отбыл в Санкт-Петербург, руководство городской управы в известность о проделанной работе не поставил, запросы её игнорировал. Боровичский городской голова Матвей Шульгин предложил управе обратиться к Белелюбскому напрямую, и конце июля 1894 года получил от него эскиз проекта моста с расчётом стоимости в 290—300 тысяч рублей, что более чем в 4 раза превышало начальную сумму, предложенную думой. Новгородское губернское земское собрание своими постановлениями 1894 и 1895 годов подтвердило готовность трат в виде безвозмездного пособия на сумму не свыше 30 000 рублей. Предполагалось, что мост будет построен на заёмные деньги, которые в течение 10 лет будет возвращены из средств сбора за перевозимые по Боровичской железной дороге грузы. Высочайшее разрешение от 26 января 1898 года обеспечило решение этого вопроса, поскольку дорога была государственной и тарифы регулировались законом. В апреле по просьбе Белелюбского техник И. М. Перчаткин провёл в Боровичах изыскательские работы, показавшие, что новый мост можно построить короче и дешевле. Необходимое для строительства заключение Санкт-Петербургского округа путей сообщения было получено 7 декабря 1898 года. Исходящее из новой стоимости проекта в 185 тысяч рублей и пособия от губернского начальства в 30 тысяч рублей ходатайство о выпуске облигационного займа в размере 160 тысяч рублей было направлено Новгородским губернатором в Министерство внутренних дел в марте 1900 года.

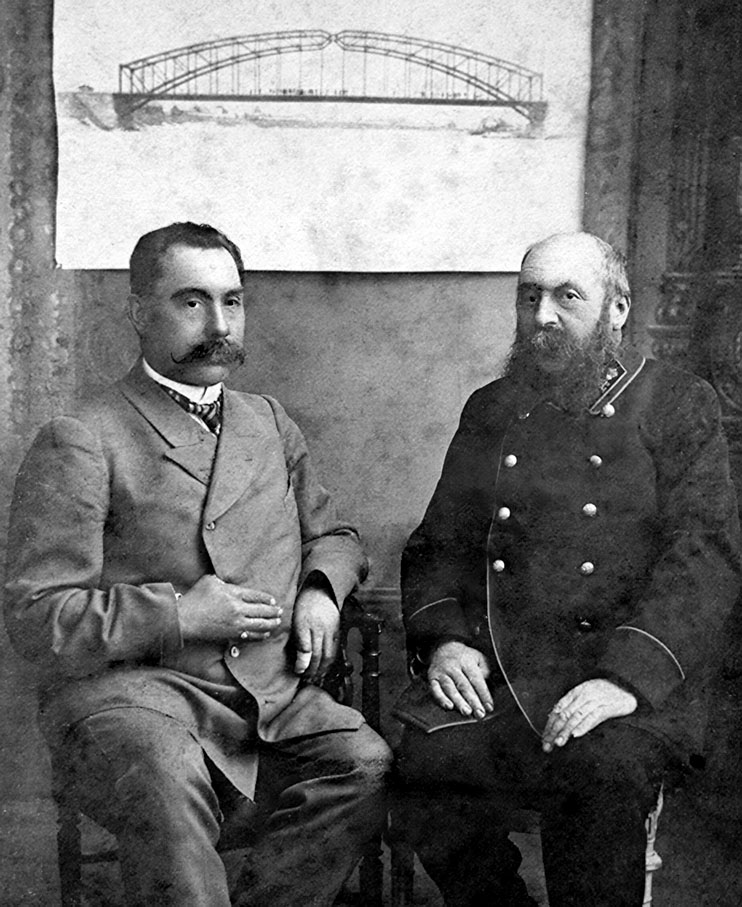
Городской глава М. Я. Шульгин и профессор Н. А. Белелюбский в здании Думы. На заднем плане чертеж арочного моста, 1903 год

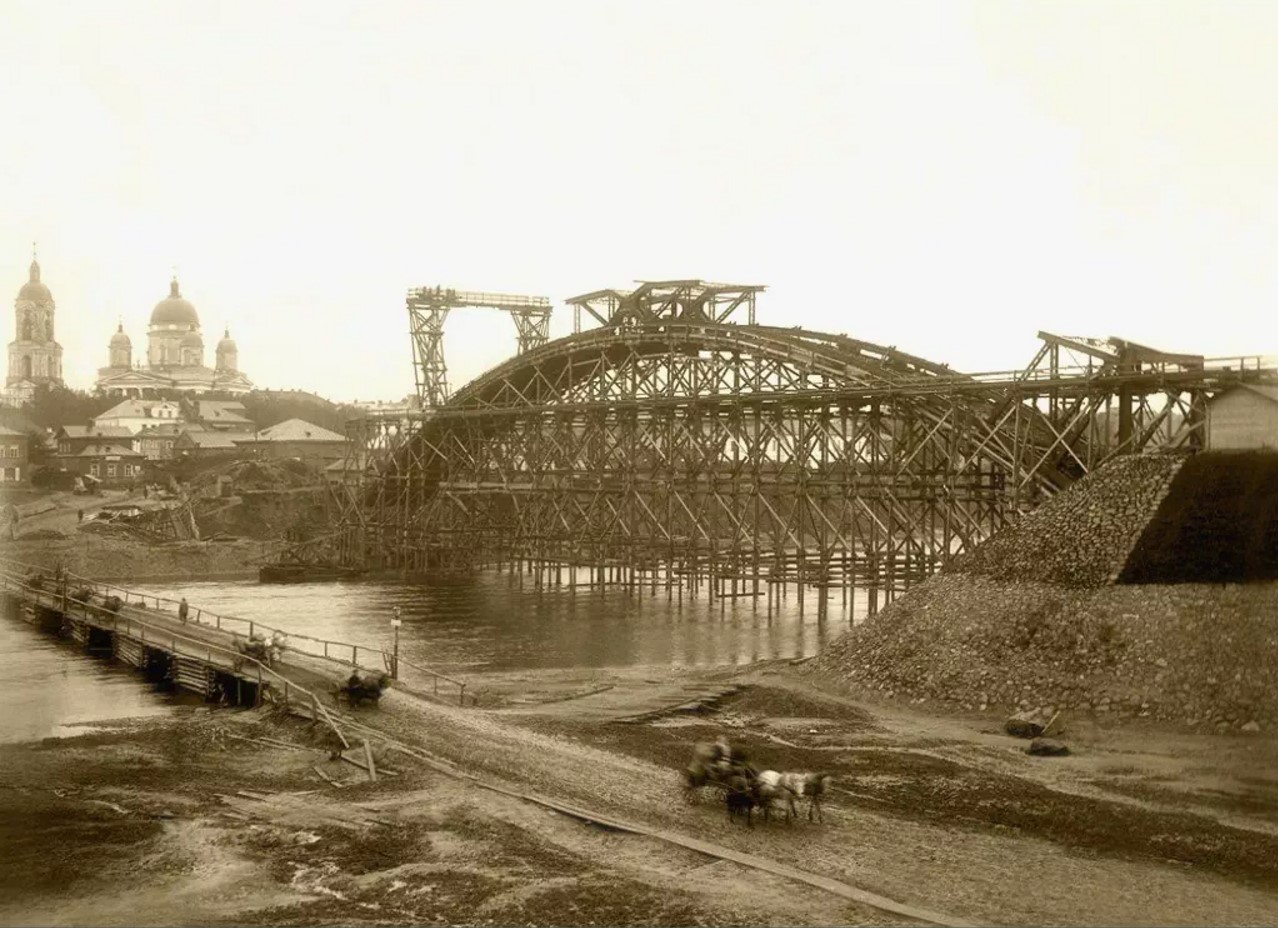
Строительство моста, 1904 год

Белелюбский предоставил три варианта моста: изначально предполагалось строить мост от Никитской (Дзержинского) улицы, но представитель боровичского духовенства выступил с предложением строить мост выше по течению, чтобы соединить два церковных архитектурных ансамбля. Н. А. Белелюбскому удалось убедить городскую думу принять «арочный» вариант моста — он хотел воплотить свой готовый оригинальный проект однопролётного моста в жизнь именно в Боровичах. Заводом-изготовителем металлических конструкций моста стало «Товарищество Московского металлического завода», с которым в ноябре 1901 года был заключён контракт; окончательный проект был рассмотрен и согласован в техническо-строительном комитете Министерства внутренних дел 7 марта 1902 года. Уступки завода городу продиктованы экономическим кризисом 1900—1903 годов и нежеланием потерять заказ. К работам нулевого цикла приступили весной 1902 года, как только спала вода, первая партия рабочих состояла из 69 человек. Для обеспечения необходимой высоты сооружения над уровнем реки необходимо было сделать пятиметровую насыпь для дороги на мост на левом берегу. Высота моста задавалось следующим важным условием — за базовую отметку бралась точка самой высокой воды, которая была зафиксирована в Боровичах, учтена и максимальная величина ледяного затора на Мсте.
1 октября 1902 года — день освящения закладки моста. При стечении народа под звон колоколов в кладку левого устоя были заложены мастерок, молоток и бронзовая памятная доска с перечнем фамилий лиц, причастных к постройке моста. В торжествах приняло участие всё городское начальство, а также высочайшие гости: министр внутренних дел Вячеслав Плеве, министр финансов Сергей Витте, министр путей сообщения Михаил Хилков и автор проекта профессор Николай Белелюбский.
Строительство планировали закончить уже в 1903 году, однако оно затянулось из-за невозможности применения более дешёвого «свайного» варианта — не позволяли грунт и рельеф местности: к концу октября 1902 года на правом устое трудилось 225 человек, безуспешно пытаясь забить сваи с помощью копёра. Возникла необходимость кессонного основания, что значительно удорожало работы и требовало больше времени. В июне 1903 года завод потребовал от города согласия на применение кессона, что вызвало судебные споры между заводом и городской думой Боровичей, отразившиеся на темпах строительства. Выступив экспертом, Николай Белелюбский разработал простой и дешёвый вариант кессона, провел переговоры с администрацией завода по снижению его стоимости; в апреле 1904 года Министерство финансов прислало разрешение на продление сборов с железнодорожных грузов, а также выделило городу ссуду, что позволило продолжить работы.
Испытание моста на статическую нагрузку прошло 5 февраля, а 6 февраля проводились динамические испытания и торжественное открытие.

## Современность
В 1984 году по проекту Воронежского филиала Гидрокомундортранса выполнена реконструкция проезжей части: деревянная балочная клетка заменена на металлическую ортотропную плиту, блоки настила объединены по длине в три неразрезанные плети. В 2001 году мост был обследован специалистами Петербургского государственного университета путей сообщения, которые выявили многочисленные дефекты, повреждения и утраты дорожной одежды в пределах моста, однако ремонт покрытия не производился. C 2006 года мост закрыт для автотранспорта и используется как пешеходный. В 2011 году ОАО «Институт Новгородгражданпроект» и ООО «Рисад» на основании результатов проведенного предпроектного обследования выполнили проект ремонта моста. Было выявлено разрушение окрасочного слоя металлоконструкции, повлекшее коррозию, также найдены дефекты и повреждения опор моста.
Начиная с 2013 года поэтапно проводились ремонтные работы по сохранению памятника архитектуры федерального значения, в том числе произведено устройство освещения. В 2013 году осуществлялись работы по ремонту и окраске пролетных конструкций моста, замене прокорродированных металлоконструкций; в 2014 году ЗАО «Росреставрация» произведен ремонт мостового полотна, включающий разборку конструкций моста, подготовку ортотропной плиты под покрытие, устройство гидроизоляции, покрытия и деформационных швов, ремонт перильного ограждения, установку нового барьерного ограждения; ремонт опор (устоев) моста и откосов конусов; ремонт пролетных строений (металлическая арка).
В 2023 году сотрудниками Инспекции государственной охраны культурного наследия Новгородской области были приняты работы по сохранению объекта культурного наследия федерального значения «Первый в России арочный мост» в городе Боровичи.